# Кренжниця-Яра
Кренжниця-Яра (пол. Krężnica Jara) — село в Польщі, у гміні Неджвиця-Дужа Люблінського повіту Люблінського воєводства.
Населення — 1364 особи (2011).

## Демографія
Демографічна структура станом на 31 березня 2011 року:
|          | Загалом | Допрацездатний вік | Працездатний вік | Постпрацездатний вік |
| -------- | ------- | ------------------ | ---------------- | -------------------- |
| Чоловіки | 658     | 148                | 439              | 71                   |
| Жінки    | 706     | 164                | 394              | 148                  |
| Разом    | 1364    | 312                | 833              | 219                  |